# Archive for Reformation History
Archive for Reformation History(종교개혁 아카이브 저널, Archiv für Reformationsgeschichte; ARG)는 종교개혁의 시대와 관련된 논문과 책 리뷰 그리고 참고문헌을 제공하는 전문적인 국제적인 학술 저널이다.
독일어판과 동시에 출판된다. 불어와 이탈리어로 쓴 논문도 실린다.

## 역사
1903/04년 출판사 Verlag Gerd Mohn에 의해서 창간호가 나왔다.
루이스 W. 스피츠 8년 동안 편집위원장을 하였다.